# In Love and War (1996)
In Love and War ist ein Filmdrama von Richard Attenborough aus dem Jahr 1996, das in den Vereinigten Staaten produziert wurde. Die Verfilmung basiert auf dem Buch Hemingway in Love and War von Henry S. Villard und James Nagel und zeigt den jungen Ernest Hemingway und die Geschichte einer dramatischen Liebe, die von Richard Attenborough aufwändig inszeniert wurde.

## Handlung
Hemingway meldet sich im Alter von 18 Jahren zur Armee, um am Ersten Weltkrieg teilzunehmen. Als er an der Front in Italien einen verletzten Kameraden in Sicherheit bringt, wird er angeschossen.
Er kommt ins Krankenhaus, wo die Krankenschwester des Roten Kreuzes Agnes von Kurowsky sich um ihn kümmert. Sie bewahrt ihn vor der Amputation eines Beines.

## Hintergründe
Der Film basiert auf wahren Begebenheiten, wie Hemingways Romanze mit der deutsch-amerikanischen Krankenschwester Agnes von Kurowsky (1892–1984), die als Vorbild für die Figur der Catherine in Hemingways 1929 erschienenem Roman In einem andern Land gedient haben soll. Als Vorlage diente der 1989 erschienene Roman Hemingway in Love and War, den Hemingways Kriegskamerad Henry S. Villard (1900–1996) in Zusammenarbeit mit dem Autor James Nagel verfasst hatte. Villard, der im Film in einer größeren Nebenrolle von Mackenzie Astin gespielt wird, wurde später ein bekannter Diplomat.
Der Film wurde in Italien (darunter in Venedig), in Kanada (darunter in Montreal) und den Shepperton Studios in Surrey, England, gedreht. Er spielte in den US-Kinos etwa 14,5 Millionen Dollar ein.

## Kritiken
In Love and War erfuhr von den Kritikern eine größtenteils negative Rezeption. Beim US-amerikanischen Kritikerportal Rotten Tomatoes haben, basierend auf 27 Kritikern, nur 11 % dem Film eine freundliche Wertung gegeben. Der Kritikerkonsens bei dem Portal lautet: „Der formelhafte und spröde In Love and War versucht auf wenig überzeugende Weise, das frühe Leben von Ernest Hemingway auszumalen, mit all den verstaubten Handlungsbögen, die der Schriftsteller in seinem zweiten Entwurf ausgemerzt hätte.“
Mike Clark schrieb in der USA Today, am gelungensten seien die Aufnahmen unbeweglicher Objekte, etwa von Architektur, Bäumen und bettlägerigen Soldaten – was den Erwartungen an das Filmporträt einer Vitalkraft wie Hemingway nicht unbedingt entspreche.  Edward Guthmann meinte im San Francisco Chronicle vom 27. Juni 1997, dass der Film fade sei. Sandra Bullock sei fehlbesetzt. James Berardinelli kritisierte die Darstellungen von Chris O’Donnell und Sandra Bullock. Die Chemie zwischen den Hauptdarstellern stimme nicht.
Für den Filmdienst schlachte der Film Hemingways Begegnung mit der Rotkreuzschwester Agnes von Kurowsky zu einer „breitgetretenen Romanze“ aus. Richard Attenborough habe „die aufgeblasene Banalität mit verzweifelter Gleichgültigkeit inszeniert.“

## Auszeichnungen
Der Film wurde zur Berlinale 1997 eingeladen, wodurch Richard Attenborough für den Goldenen Bären nominiert wurde. Er ging bei der Preisvergabe allerdings leer aus.